# 1752
Năm 1752 (số La Mã: MDCCLII) là một năm nhuận bắt đầu vào thứ Bảy trong lịch Gregory, và một năm nhuận bắt đầu vào thứ Tư trong lịch Julius chậm hơn 11 ngày